# Janice Dickinson
 Der er for få eller ingen kildehenvisninger i denne artikel, hvilket er et problem. Du kan hjælpe ved at angive troværdige kilder til de påstande, som fremføres i artiklen.

Janice Dickinson (født 15. februar 1955 i Brooklyn, New York) er en tidligere fotomodel og nu indehaver af sit eget modelbureau ved navn The Janice Dickinson Modeling Agency
Der er lavet en tv-serie om Dickinsons modelbureau. Hun har været dommer i America's Next Top Model (sæson 1-4)
I 2024 gjorde hun en gæsteoptræden i House of villains.